# St. Martin (Marzling)
St. Martin ist die katholische Pfarrkirche von Marzling im oberbayerischen Landkreis Freising.
Der Kern der Kirche stammt aus dem Mittelalter. Das Innere der Kirche gliedert sich in Chor und Langhaus. Letzteres wurde 1864 verlängert. Südlich des Chores steht der Kirchturm, auf dem ein Satteldach sitzt. In seinem Erdgeschoss befindet sich die Sakristei. Dort wurden 1980 spätgotische Wandgemälde (um 1500) freigelegt. Im Barock wurde die Kirche umgestaltet. Aus dieser Zeit stammt vermutlich auch der Stuck im Chorraum.
Der Hauptaltar widmet sich dem Kirchenpatron dem Heiligen Martin von Tours. Das Altarbild zeigt die bekannteste Szene aus dem Leben Martins, das Teilen des Mantels mit dem Bettler. Flankiert wird das Bild von zwei barocken Figuren der Heiligen Sebastian und Rochus. Ein weiteres Bild zeigt den Heiligen Florian.

In der Kirche gibt es zwei Seitenaltäre. Der eine ist Maria gewidmet. Dort steht eine Marienskulptur, die vermutlich am Ende 19. Jahrhundert entstanden ist. Der zweite Seitenaltar widmet sich dem Heiligen Nikolaus von Myra. Diesen Altar schmückt ein Bild des Heiligen von Johann Baptist Deyrer aus dem Jahr 1766.

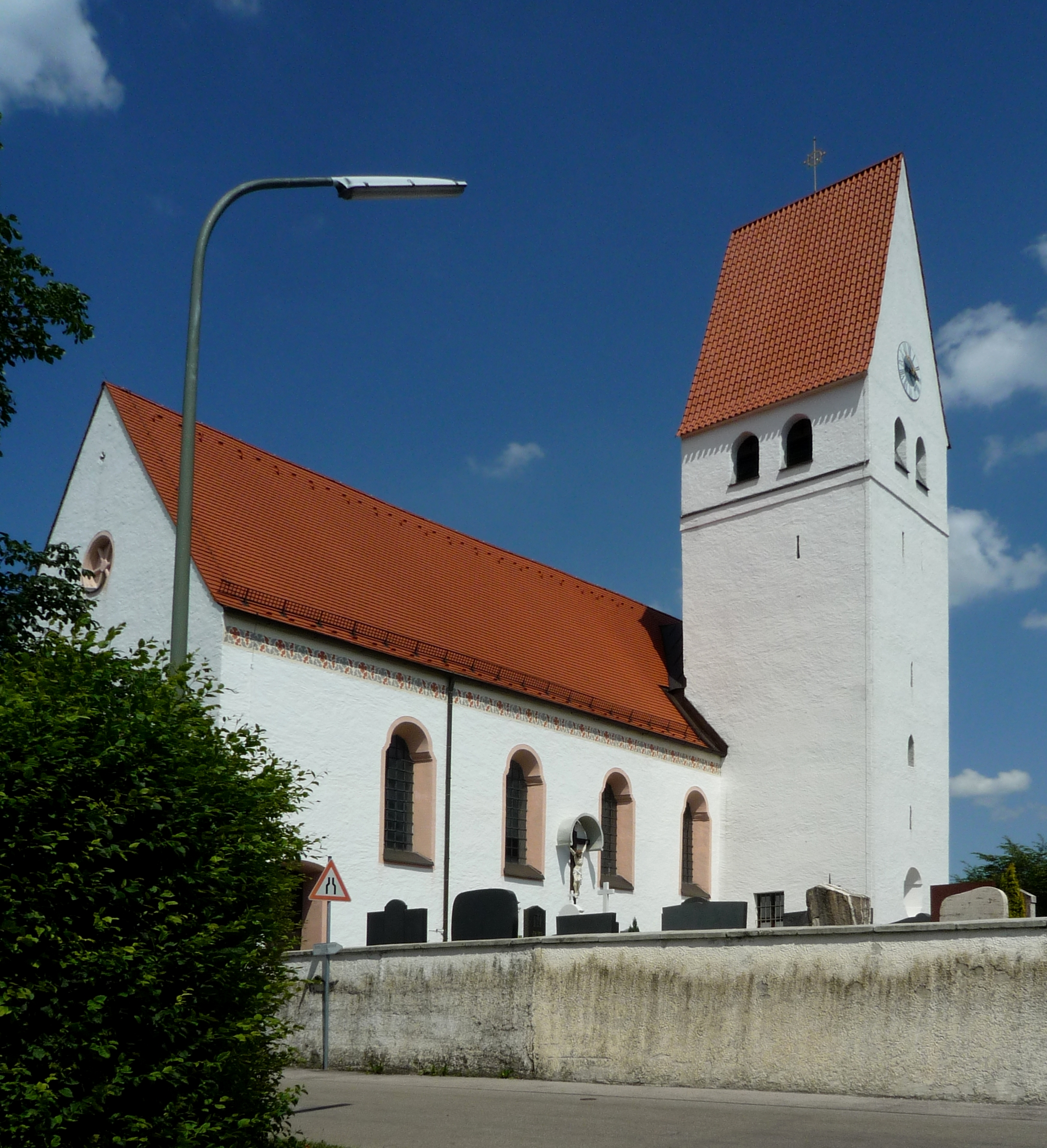
Außenansicht
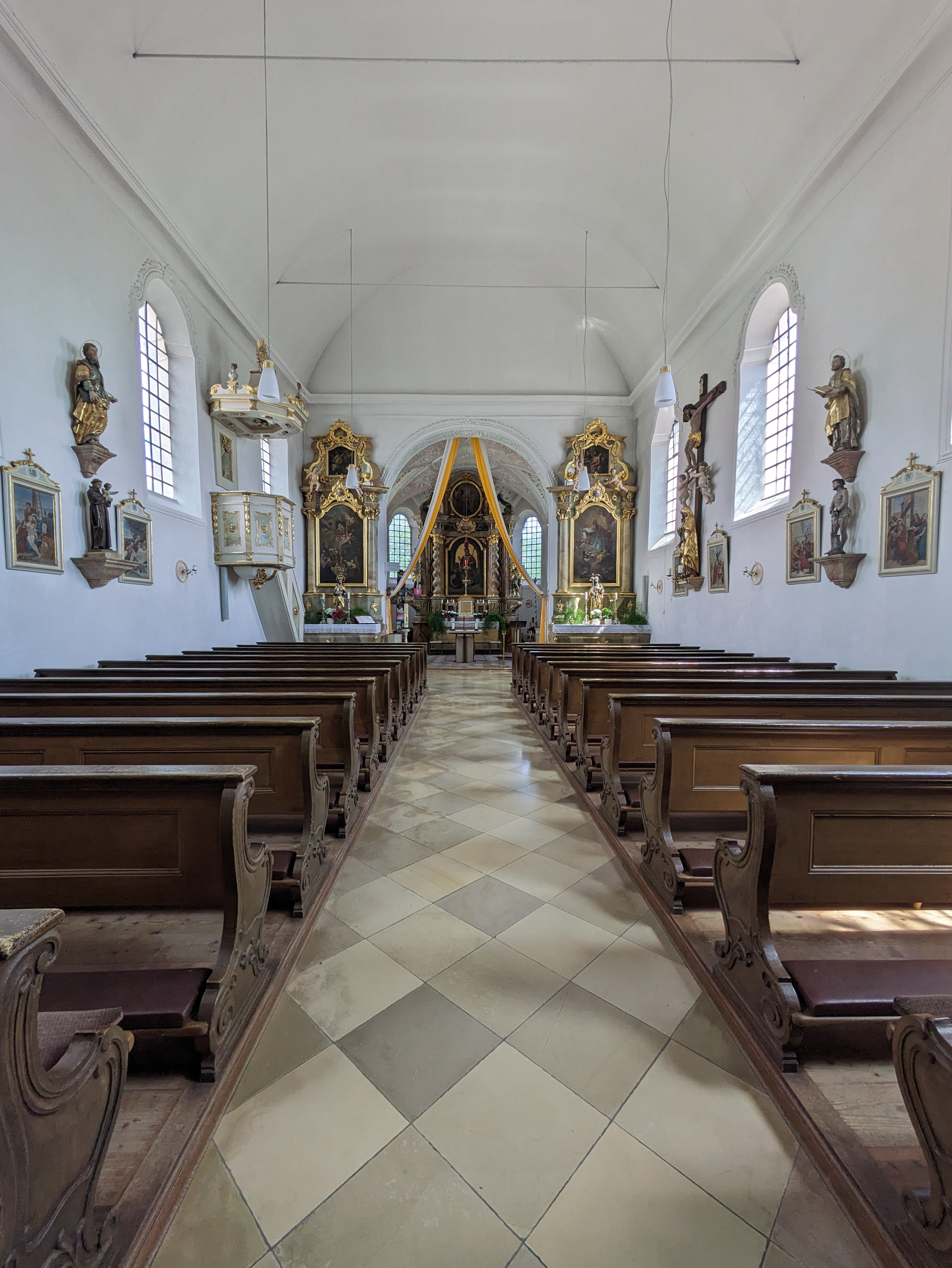
Innenansicht
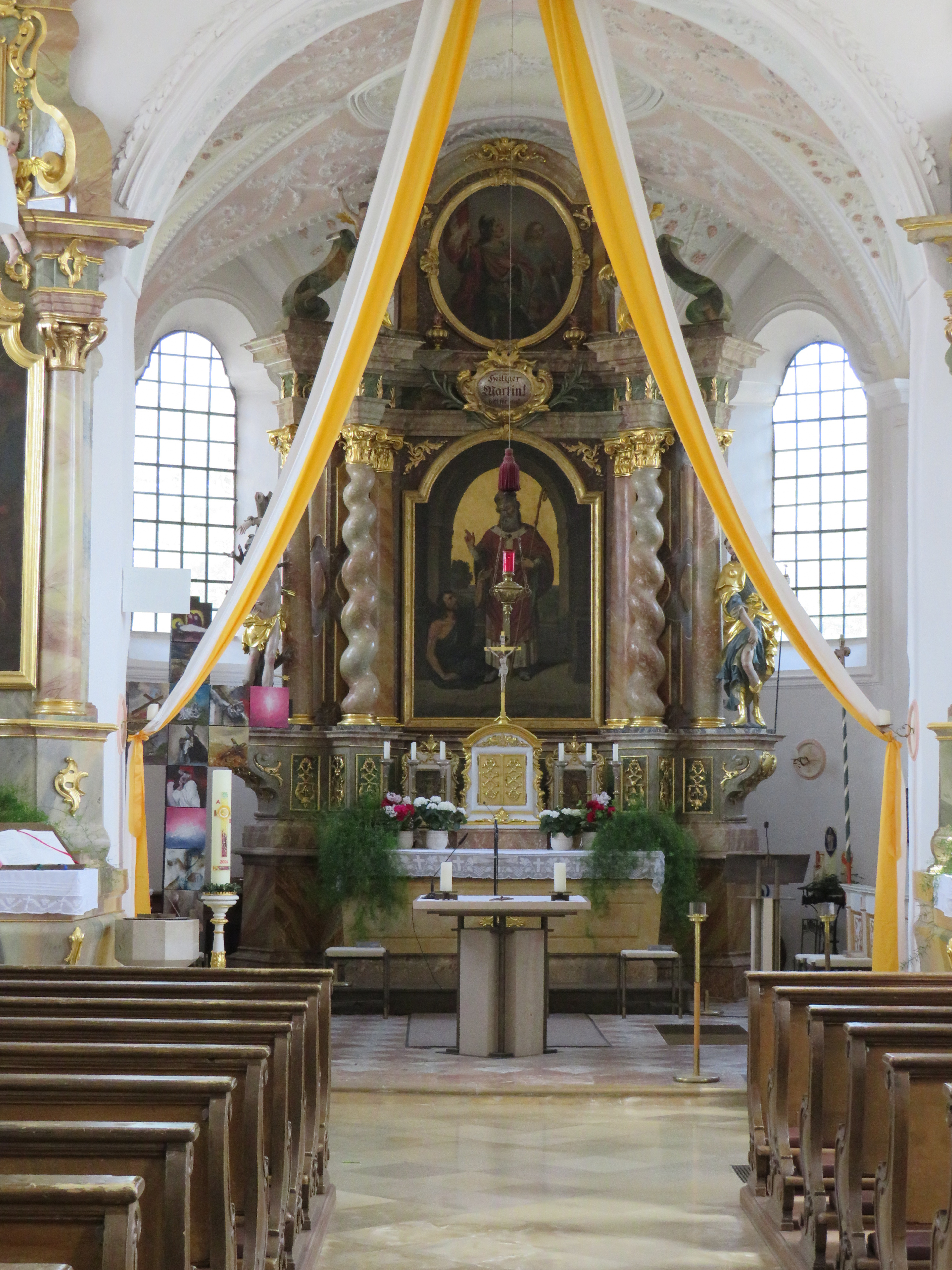
Hauptaltar
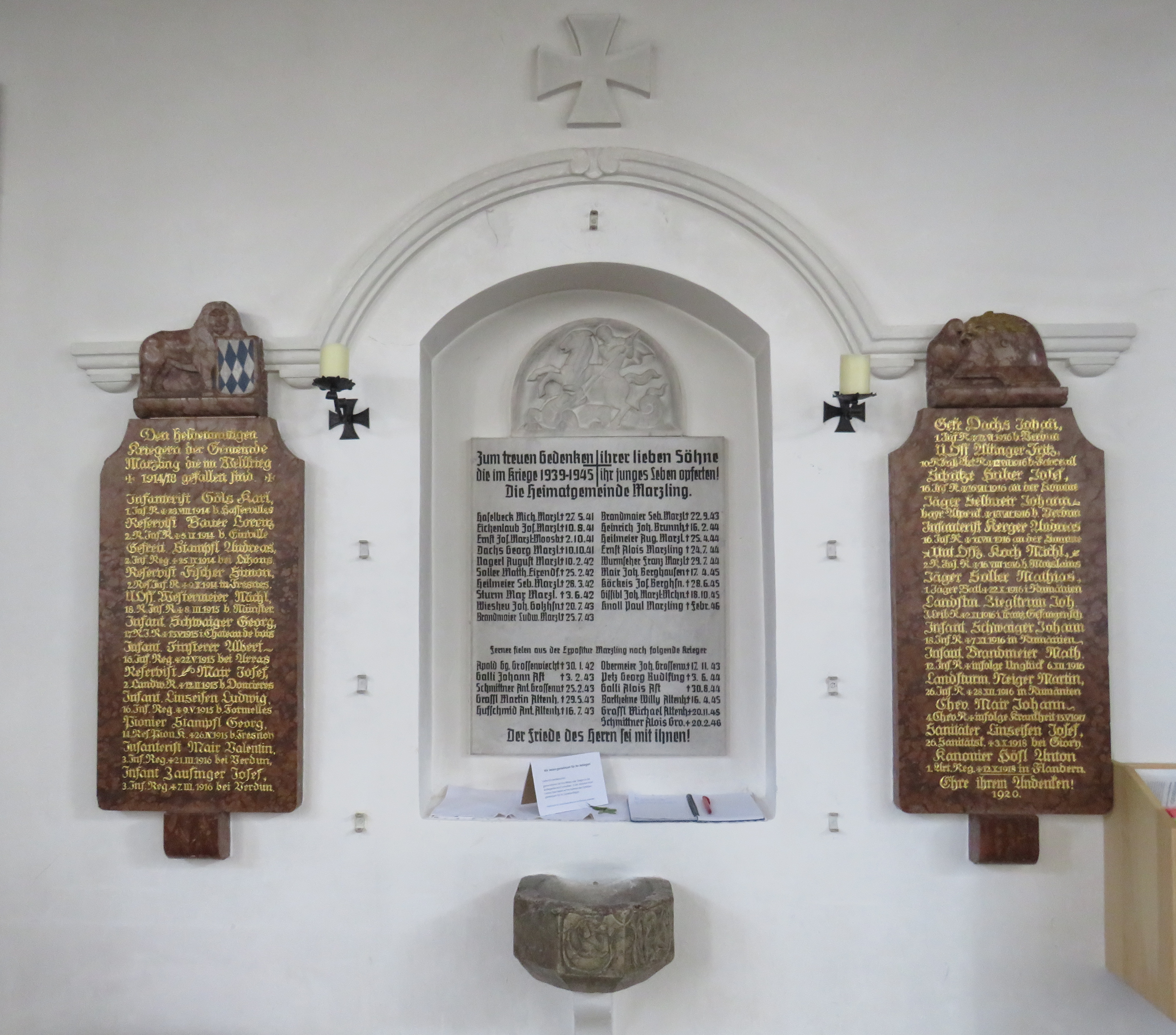
Kriegerdenkmal